# Giuseppe Spatafora
Giuseppe Spatafora (geboren vor 1551, vermutlich in Termini Imerese; gestorben 1572 in Palermo) war in der zweiten Hälfte des 16. Jahrhunderts ein italienischer Bildhauer, Stuckateur und Architekt des Senats in Palermo.

## Leben
Spatafora war in Palermo ein Schüler von Antonello Gagini und arbeitete in der Werkstatt von dessen Söhnen Fazio und Vincenzo. In den Jahren 1551 bis 1554 konzipierte er ein Modell für den Neubau der Chiesa di Santa Maria la Nova. Er war von 1567 bis 1568 an der Neugestaltung des Cassaro (heute Corso Vittorio Emanuele) beteiligt, die im Zusammenhang mit der vom Vizekönig Carlo de Aragon befohlenen Stadterneuerung (Renovatio Urbis) stand. 1564 wurde Spataforo städtischer Baumeister.
Seine bekannteste bildhauerische Arbeit ist das in Zusammenarbeit mit Antonio Ferraro 1553 entstandene Weihwasserbecken in der Kathedrale von Palermo mit „Mariä Verkündigung“ sowie den Reliefs „Moses schlägt Wasser aus dem Fels“ und „Christus heilt einen Gelähmten“.
Sein Sohn war der Maler, Bildhauer und Architekt Antonio Spatafora. Als Schüler von Spatafora ist der Maler Giuseppe d’Alvino, genannt il Sozzo (um 1550 – 11. April 1611) nachgewiesen.